# James Burrough
Pour les articles homonymes, voir Burrough.
Sir James Burrough (1er septembre 1691 - 7 août 1764) est un universitaire anglais, antiquaire et architecte amateur. Il est directeur du Gonville and Caius College de Cambridge et conçoit ou rénove plusieurs bâtiments de l'Université de Cambridge dans un style classique.

## Biographie
Fils de James Burrough, de Bury St Edmunds, Suffolk, il est né le 1er septembre 1691. Éduqué au lycée de Bury pendant huit ans, il entre au Gonville and Caius College de Cambridge en 1708. Il obtient le diplôme de BA en 1711 et celui de MA en 1716. Il est élu l'un des écuyers bedells en 1727, démissionnant du poste en 1749. Il est fellow de son collège (pour Mrs. Frankland's Foundation) en 1738, et Master en 1754, poste qu'il occupe jusqu'à sa mort le 7 août 1764. Il est vice-chancelier en 1759 .
Il est membre de la Society of Antiquaries et collectionneur de tableaux, d'estampes et de médailles. Le duc de Newcastle, chancelier de l'université, procure à Burrough le titre de chevalier en novembre 1759. Il meurt en 1764 et est enterré dans l'antichapelle du Caius College .

## Architecture

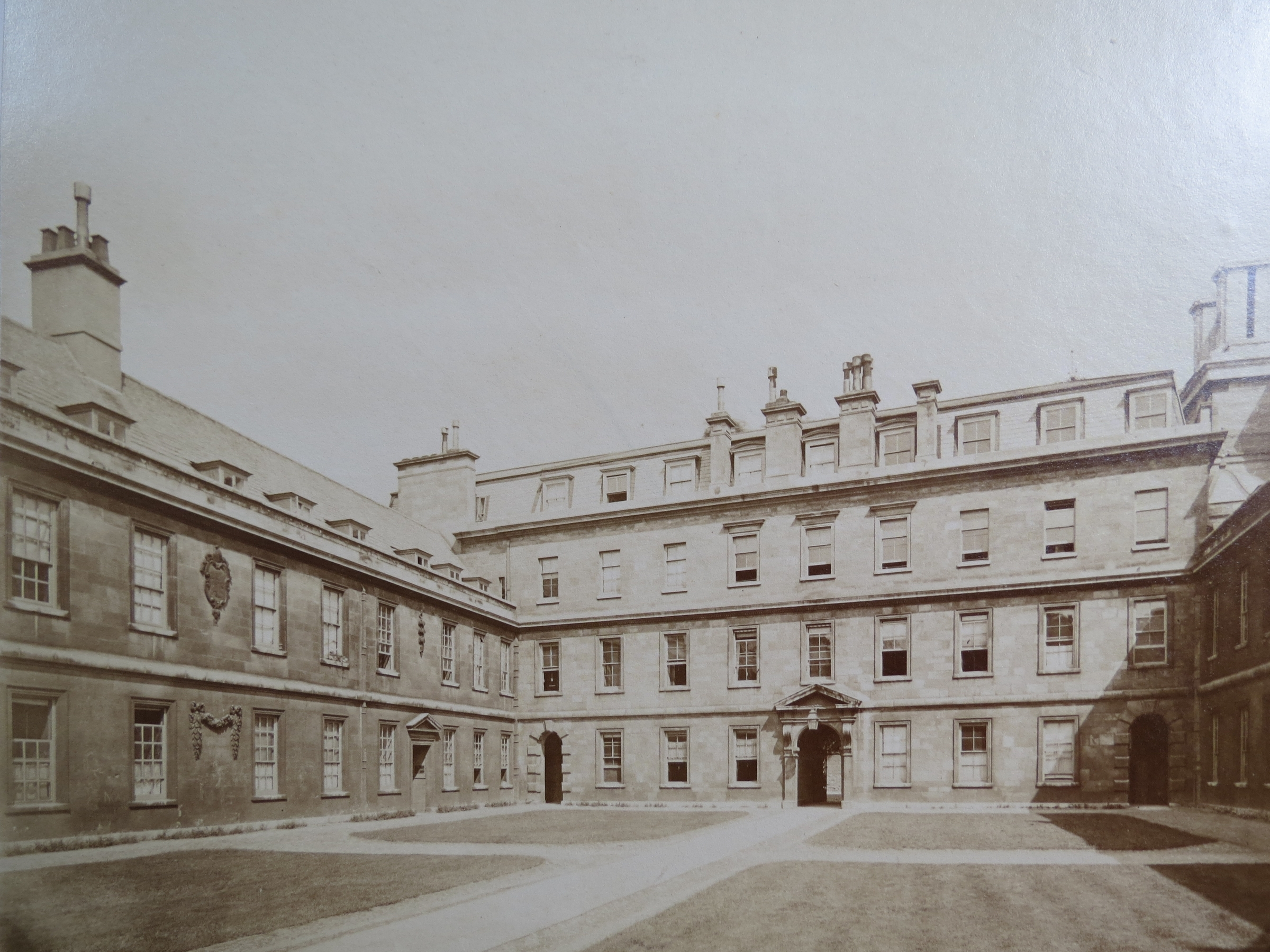
La cour avant de Trinity Hall, Cambridge, refaite par Burrough en 1742–5. Photographié vers 1870.

Burrough a une réputation considérable en tant qu'architecte à l'université, où il utilise son influence pour introduire le style classique qui est alors devenu à la mode . Bien qu'à la base un amateur, il a parfois pris des honoraires professionnels, comme il l'a fait pour son travail à Peterhouse . En 1721, il est ajouté à un groupement qui a été nommé deux ans auparavant pour construire le nouveau Sénat. L'année suivante, il soumet un "Plan des bâtiments publics prévus", que, comme le rapporte le procès-verbal des syndics, l'architecte James Gibbs, qui a été consulté, est prié de "prendre avec lui à Londres, et de faire ce que améliorations qu'il jugera nécessaires d'y apporter ». Gibbs est sans aucun doute l'architecte du bâtiment existant, le dessin étant gravé dans son ouvrage publié, et la part de Burrough dans celui-ci se limite probablement à des suggestions générales de style et d'arrangement .
Burrough est incontestablement responsable de la coupole au-dessus de la salle des combinaisons du Caius College (1728); la transformation de la salle du Queens' College en chambre italienne (1732), pour laquelle il reçoit 25 guinées ; l'«embellissement » de la chapelle de l'Emmanuel College (1735) ; le nouveau bâtiment de Peterhouse (1736), pour lequel il reçoit 50 livres sterling; et le parement en pierre, dans un style classique, du quadrilatère de Trinity Hall (1742-1745) . Cela est décrit par Nikolaus Pevsner comme "le premier de ces travaux de pierre de taille ou de revêtement qui ont tant fait pour endommager l'apparence des cours des collèges médiévaux" . Il fait également des plans pour remplacer la bibliothèque de Trinity Hall, qui n'ont pas été réalisés . Il construit la galerie des médecins dans l'Église St Mary the Great,refait Gonville Court dans son propre collège, Caius, dans le style qu'il a utilisé à Trinity Hall (1751) , et réalise un traitement similaire sur le terrain de Peterhouse (1754). Son dernier ouvrage, une nouvelle chapelle pour Clare College (1763), est achevé après sa mort par James Essex  qui a été son élève . Outre ces travaux, il est consulté sur la plupart des changements en cours à Cambridge et en 1757, il donne des conseils sur un nouveau pont à Wisbech .
En 1752, il fait un dessin (gravé plus tard) pour une nouvelle salle est et une façade pour la bibliothèque attenante au Sénat. Deux ans plus tard, son projet est cependant mis de côté au profit de celui de Stephen Wright .